# Lilián Celiberti
Lilián Celiberti, née à Blanquillo (Durazno) le 3 décembre 1949, est une enseignante et féministe uruguayenne.
Elle commence à militer dans le Centre des enseignants étudiants. Emprisonnée à deux reprises pour des raisons politiques durant la dictature militaire uruguayenne à l'âge de 21 ans, elle est membre fondateur et coordinatrice du collectif féministe Cotidiano Mujer (es) que l'on peut traduire par Les Femmes ordinaires[Selon qui ?], fondé en 1985, après la chute de la dictature. Elle participe également à l'Articulación Feminista Marcosur (AFM), qui promeut le développement du féminisme politique. Elle a publié une vingtaine d'essais.

## Biographie
En 1965, à l'âge de 16 ans, elle entreprend des études d'enseignement, ce qui lui développe une conscience sociale dont l'indignation est le moteur. Elle a rejoint un groupe d'action socio-pédagogique avec ses collègues enseignants, grâce auquel ils parcourent des écoles rurales du pays. Un an plus tard, elle est élue au conseil d'administration de son centre étudiant. Les conflits étudiants de plus en plus fréquents, vont assoir l'empreinte politique et sociale de Celiberti. Des années plus tard, plusieurs de ses camarades de classe disparaîtront, dont l'anarchiste Elena Quinteros.
En 1972, à l'âge de 21 ans, Celiberti est membre de la Fédération anarchiste uruguayenne (FAU) et alors qu'elle travaille comme enseignante dans une école du quartier de Cerro, elle est arrêtée par les militaires uruguayens.
Elle a passé deux ans dans différentes casernes et dans la prison de Punta de Rieles le centre de détention où étaient détenues la plupart des prisonnières politiques pendant la dictature. Grâce au fait qu’elle n’avait commis aucun délit et aux négociations menées par sa famille, elle a pu sortir de prison et s'est exilée en Italie[Quand ?], car l’accord passé ne lui permettait pas l'exil en Amérique latine. C'est dans ce pays que Lilián Celiberti devient féministe. En effet, à Milan, il y a un grand mouvement de femmes qui vient d’obtenir la légalisation du divorce et fait campagne pour l'avortement.
En 1978, elle est enlevée, ainsi que son mari et ses deux enfants, par les autorités uruguayennes, lors d’un séjour à Porto Alegre. Séparée de ses enfants qui sont confiés à leurs grands parents, son conjoint et elle-même sont a nouveau emprisonnés. Elle témoigne sur cette incarcération dans le livre « Mi habitación, mi celda » (Ma chambre, ma cellule), basé sur des entretiens avec la journaliste Lucy Garrido (es).
Avec le retour à la démocratie en 1984, elle et son mari ont été libérés et ont témoigné des détails de l'enlèvement. En 1991, à l'initiative du gouverneur Pedro Simon (en), l'État du Rio Grande do Sul a officiellement reconnu l'enlèvement du couple et les a indemnisés. Le gouvernement démocratique du président uruguayen Luis Alberto Lacalle a fait de même un an plus tard.
En 2020, elle est faite Ciudadanas Ilustres (citoyenne illustre) de la ville de Montevideo.

## Œuvres et publications
- Lilián Celiberti, Lucy Garrido, Mi habitación, mi celda, Montevideo, ARCA Editorial, 1990, 114p[5].
- Lilián Celiberti, Lucy Garrido, et al, Notas para la memoria feminista Uruguay 1983-1995, Cotidiano Mujer, Montevideo, julio 2018. 213p.  (ISBN 978-9974-8525-4-9)[6]